# 莫克拉羅基特納
49°50′23″N 35°53′58″E / 49.83972°N 35.89944°E
莫克拉羅基特納（烏克蘭語：Мокра Рокитна）是位於烏克蘭東部的村莊，由哈爾科夫州哈爾科夫區的新沃多拉哈市鎮負責管轄。該村面積1.95平方公里，海拔高度172米，2001年人口205，人口密度每平方公里105人。